# Église Sainte-Eulalie d'Encamp
L'église Sainte-Eulalie (catalan : església de Santa Eulàlia) est l'église paroissiale d'Encamp en Andorre, de style roman et baroque. L'édifice est classé Bé d'interès cultural par l'État andorran.

## Historique
D'origine romane, le clocher-tour a été ajouté au corps de l'église vers la seconde moitié du XIe siècle. Le porche date du XIVe siècle, il est considéré comme le plus ancien de la Principauté. Le dernier étage du clocher est modifié aux XVIe et XVIIe siècles pour y installer les cloches. Les trois retables baroques sont des XVIIe et XVIIIe siècles.
L'abside romane originale s'est effondrée en 1924. L'abside semi-circulaire est remplacée par une abside quadrangulaire en 1926.
Le clocher est restauré dans les années 1970 et renforcé par des travaux dirigé par l'architecte Cèsar Martinell i Brunet.
Le cabinet d'architecture Bohigas-Martorell-MacKay se charge des dernières restaurations réalisées de 1988 à 1989 et conçoit une place reliée à la nef agrandie, ce qui élargit la structure du bâtiment. Côté nord, la structure du bâtiment a été agrandie pour accueillir un nouveau centre paroissial avec un musée d'art sacré.

## Description

### Situation et extérieur
L'église se situe en bordure ouest de la ville d'Encamp. Elle mesure environ 28 mètres de long d'ouest en est et 10 mètres de large du nord au sud et se rajoute un porche de 10,5 mètres sur 5 mètres. 
Le clocher-tour au milieu de la façade sud est le plus haut de style roman lombard du pays avec plus de 23 mètres. Il est de plan carré avec un côté de 4 mètres, sur trois étages avec des fenêtres géminées. Le dernier étage est entouré d'une feuillure présentant une décoration en arcature aveugle dans la partie supérieure. Ils sont réalisés en pierre ponce, comme la plupart des éléments décoratifs. La toiture du clocher est couronnée d'une croix en fer forgé avec un pied en pierre ponce. Le clocher penche de 50 cm vers le sud.
Le porche de la façade sud est limité, à droite, par le clocher et la sacristie, et à gauche par un mur avec une petite porte avec linteau. Les piliers en bois de la partie frontale sont soutenus par un banc en pierre et soutiennent une toiture simple.
Sur la place au sud-ouest devant le porche, le conjurador (comunidor) est à plan carré avec accès du côté nord et des fenêtres aux quatre vents. Daté du XVIIIe siècle et l'un des rares exemples toujours conservés en Andorre, il consiste en une maisonnette pleine de symbolisme religieux, dans laquelle on célébrait le Consell de Comú ainsi que les cérémonies pour solliciter la protection divine contre les tempêtes et les inondations. Il conserve à l'intérieur une table en pierre sur laquelle sont gravés les quatre points cardinaux.

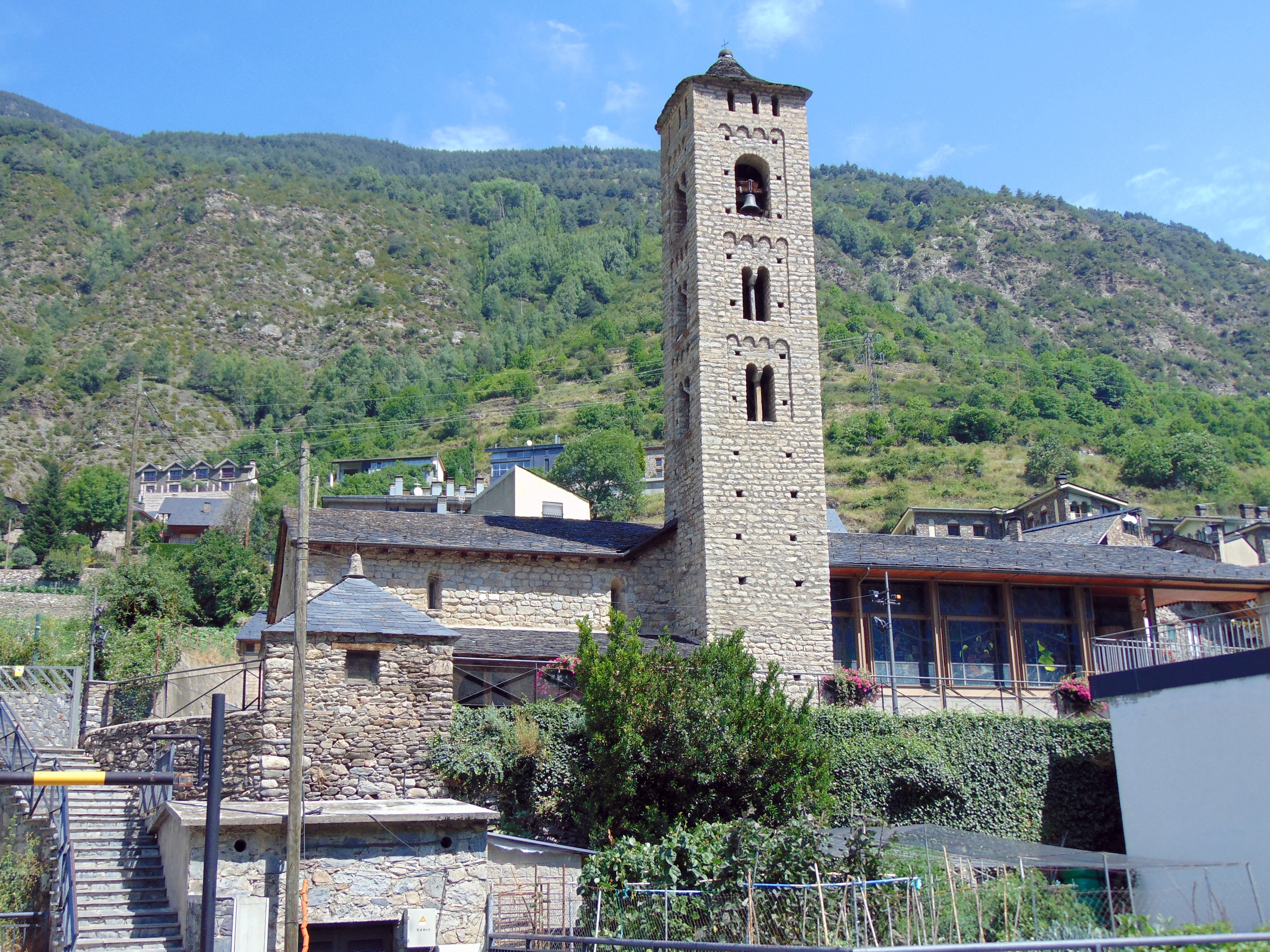
Vue du sud.
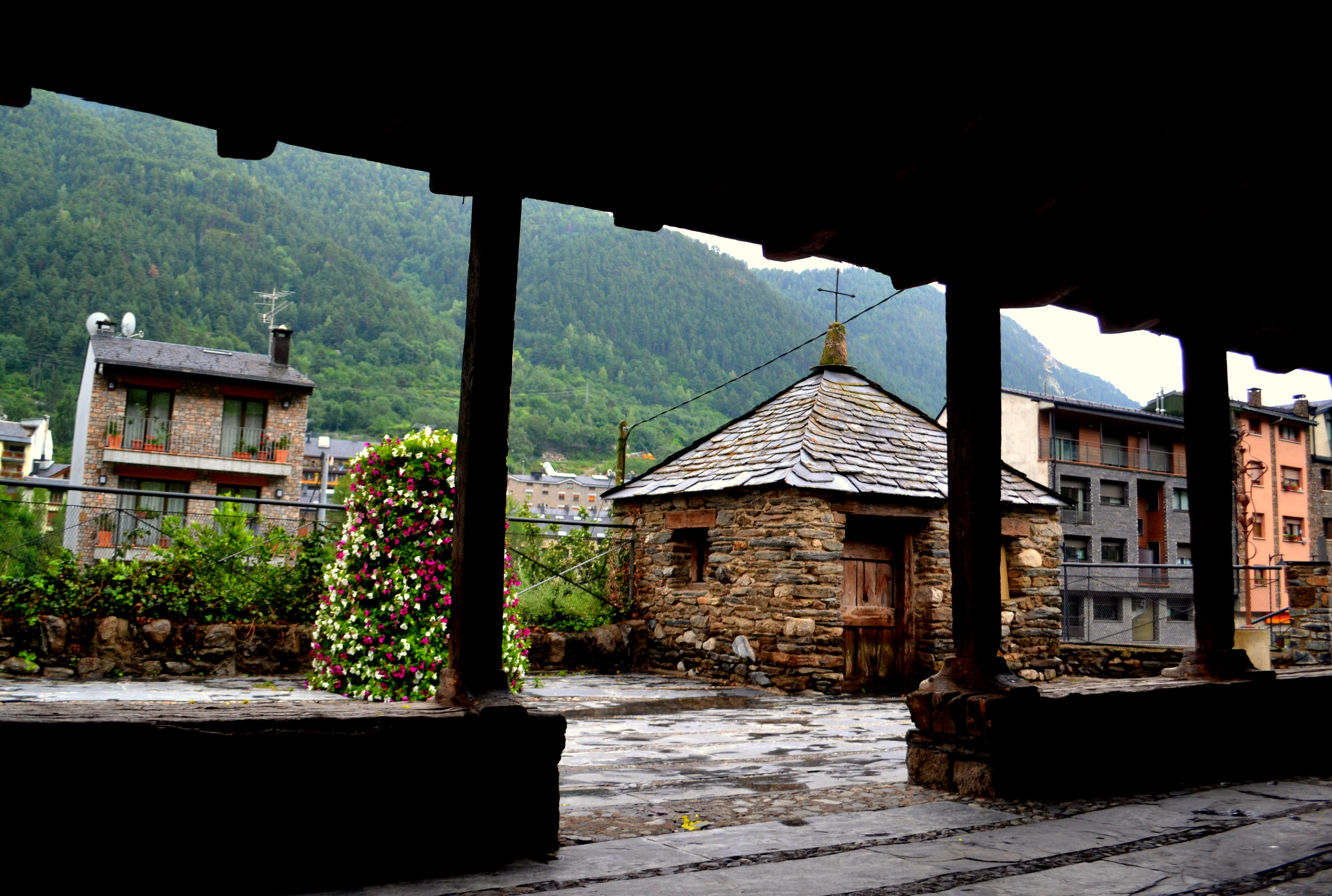
Le conjurador.

### Intérieur
L'église conserve en son centre des restes de l'abside de l'église primitive. Auprès de ces restes de mur, est placé un font baptismal roman, décoré d'arcatures et de fleurs de lis placé au milieu de l'église.
Fabriqué entre 1660 et 1701, le retable principal sur le mur à l'est, dédié à sainte Eulalie, est l'œuvre du sculpteur Isidre Clusa et a été doré en 1701 par un artisan anonyme. La niche centrale contient une statue de sainte Eulalie, avec la croix de saint André et la palme du martyre. La statue possède une anatomie dénuée d'expression, de grandes mains et une tête anguleuse lui conférant une étrange et menaçante sévérité. 
Les deux autres retables, dédiés à Notre-Dame du Rosaire (1620-1621) et Notre-Dame du Carmel (1660-1685), se trouvent dans des chapelles latérales dans le mur nord face au porche et sont protégées par des grilles de fer forgé.
Un nouveau vitrail de l'artiste d'Encamp Agustí Rios est ajouté sur les murs nord et sud dans la moitié est de l'église.

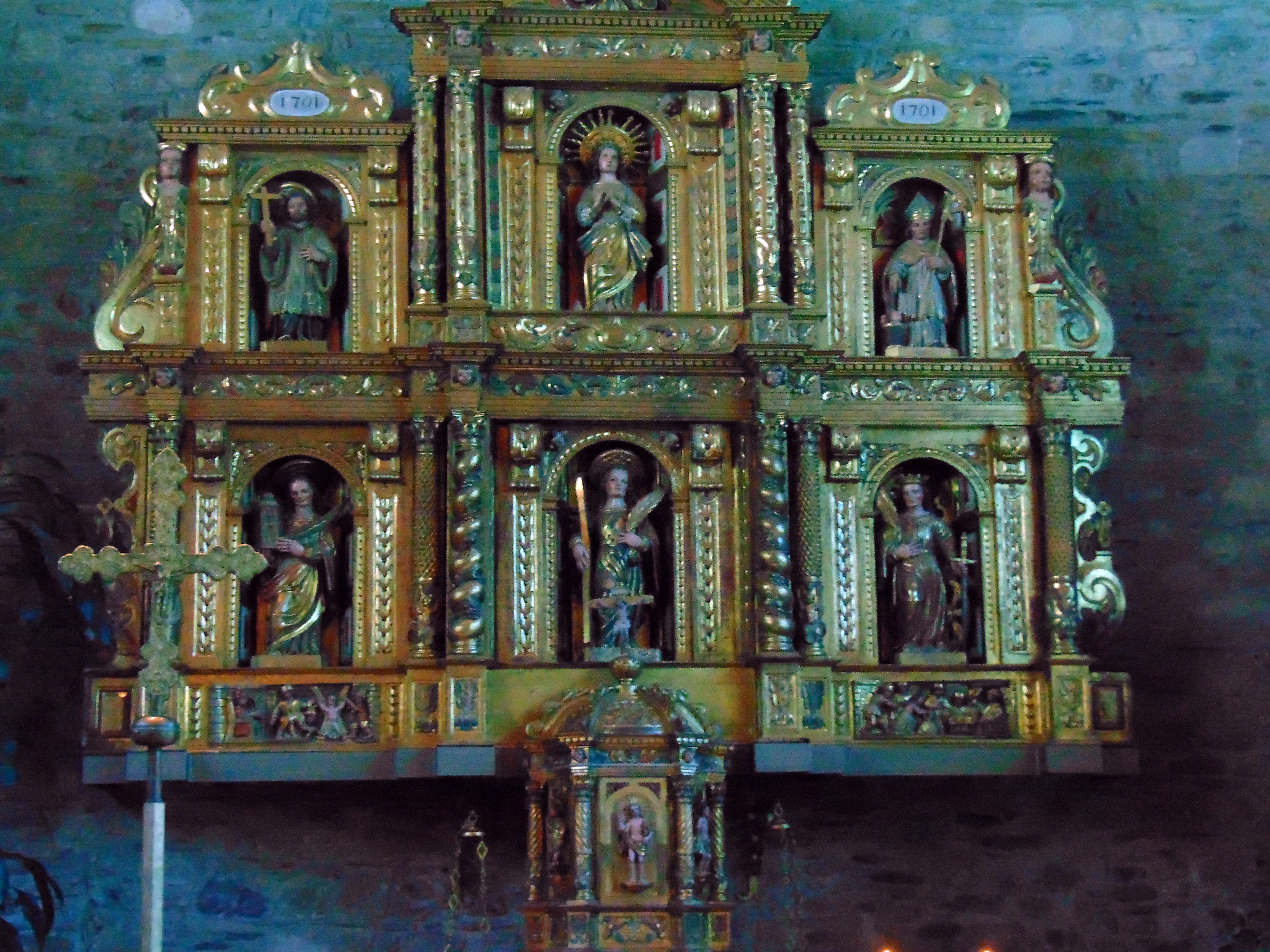
Le retable principal.
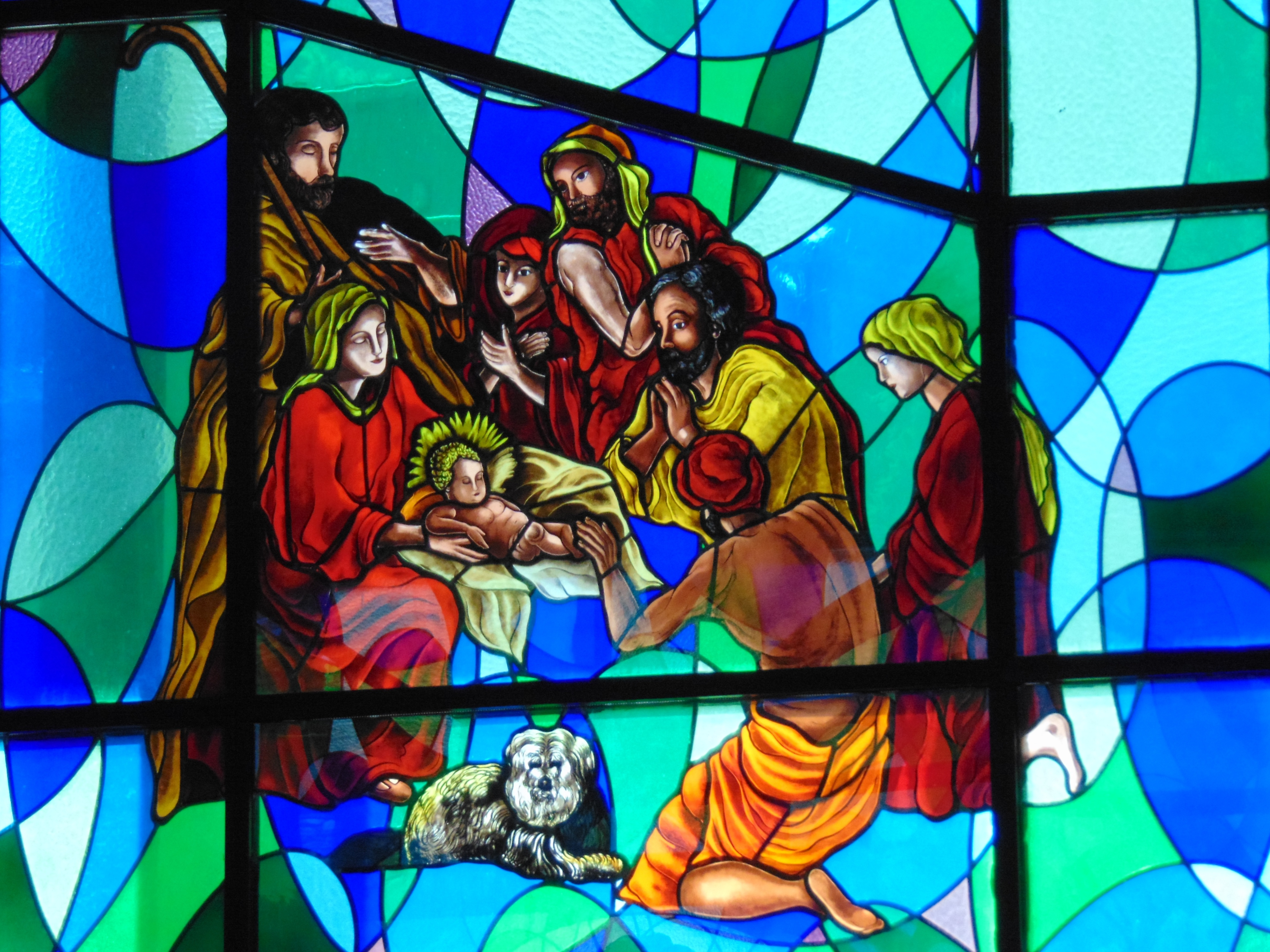
Les vitraux.

## Musée d'art sacré
Le Musée d'art sacré réunit dans un bâtiment annexe côté nord différents objets liturgiques, pour certains trouvés pendant les travaux de restauration de l'église, comme un candélabre roman en fer forgé, un encensoir en bronze du XIVe siècle, une Vraie Croix de 1571, une chasuble gothique ou encore un parchemin portant des annotations musicales, ainsi qu'une reproduction fac-similé d'un des exemplaires du codex médiéval Beatus de Liébana, contenant des miniatures enluminées d'une qualité exceptionnelle.